# Provinzen des Osmanischen Reiches

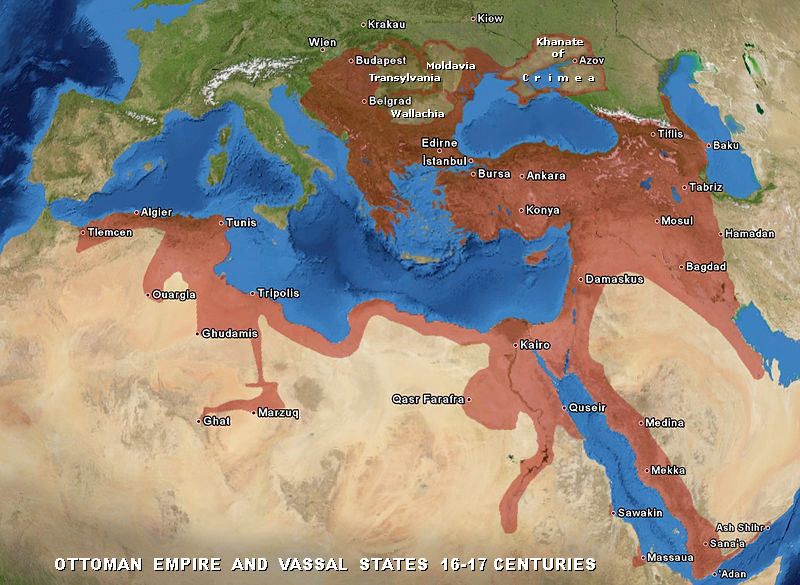
Osmanisches Reich in seiner größten Ausdehnung um 1595

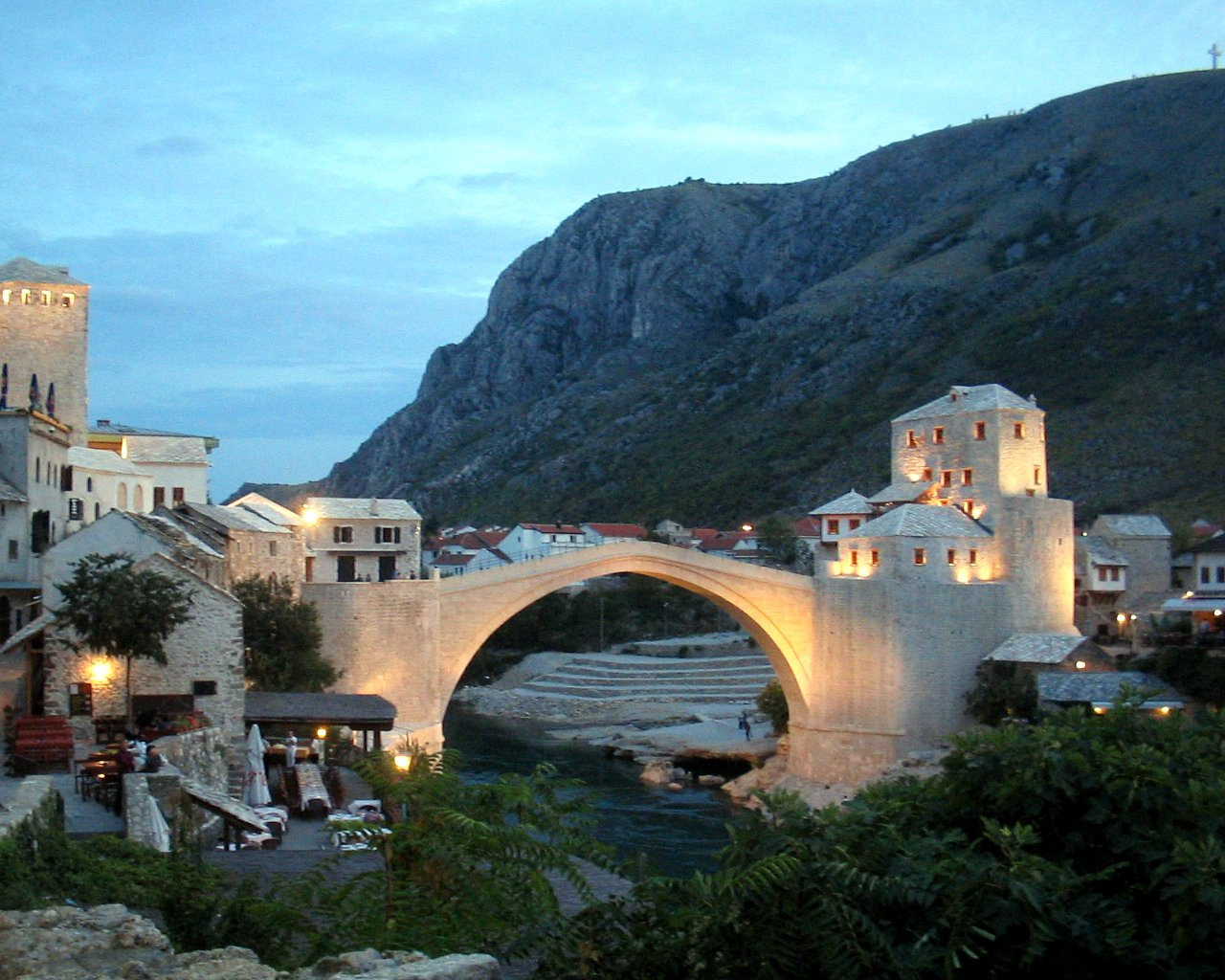
Alte Brücke erbaut 1556–1566 in Mostar, Bosnien-Herzegowina

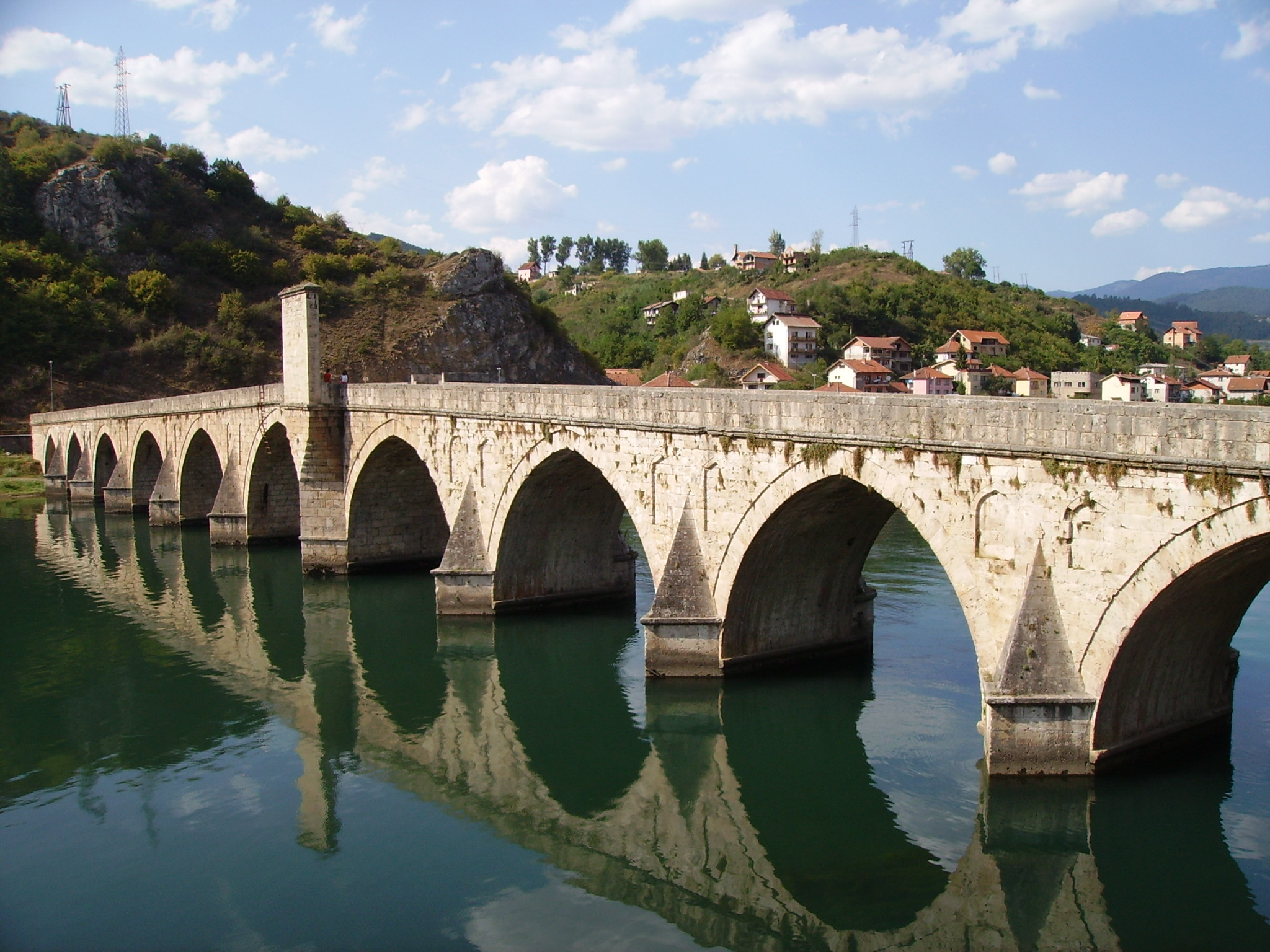
Drinabrücke des Sokollu Mehmed Pascha, 1571–1578, Višegrad,
Bosnien-Herzegowina

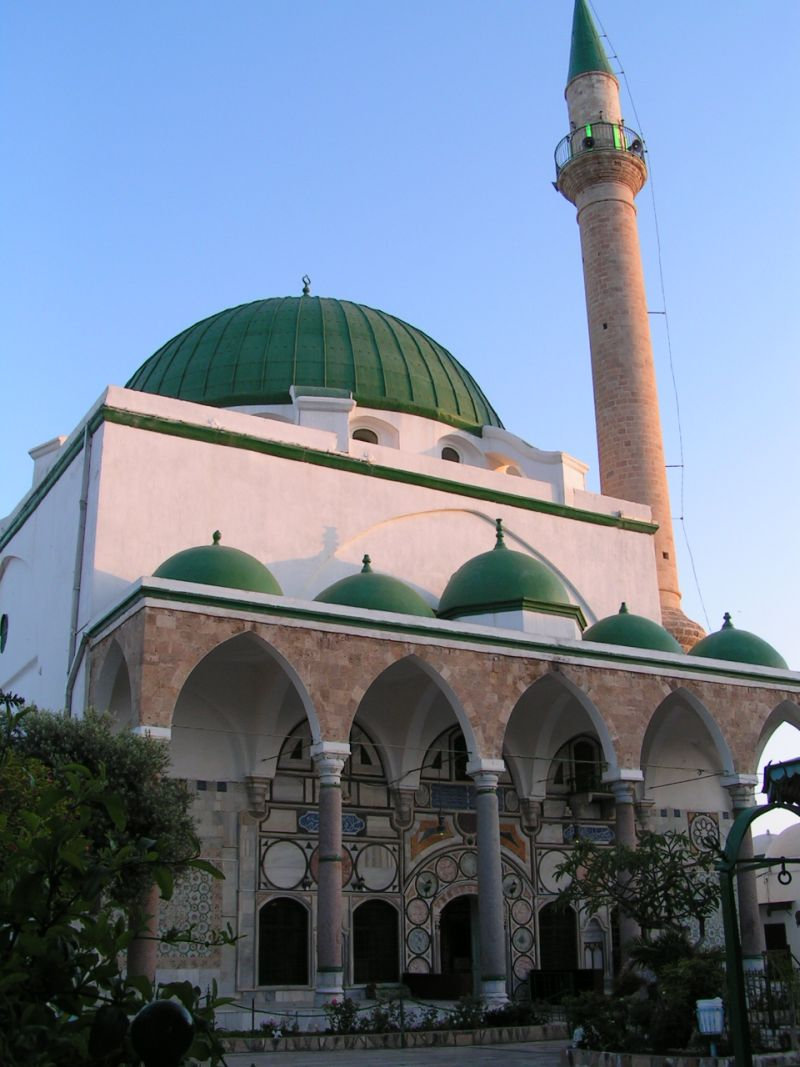
Al-Dschazar-Moschee, erbaut 1781/82 in Akkon, Israel

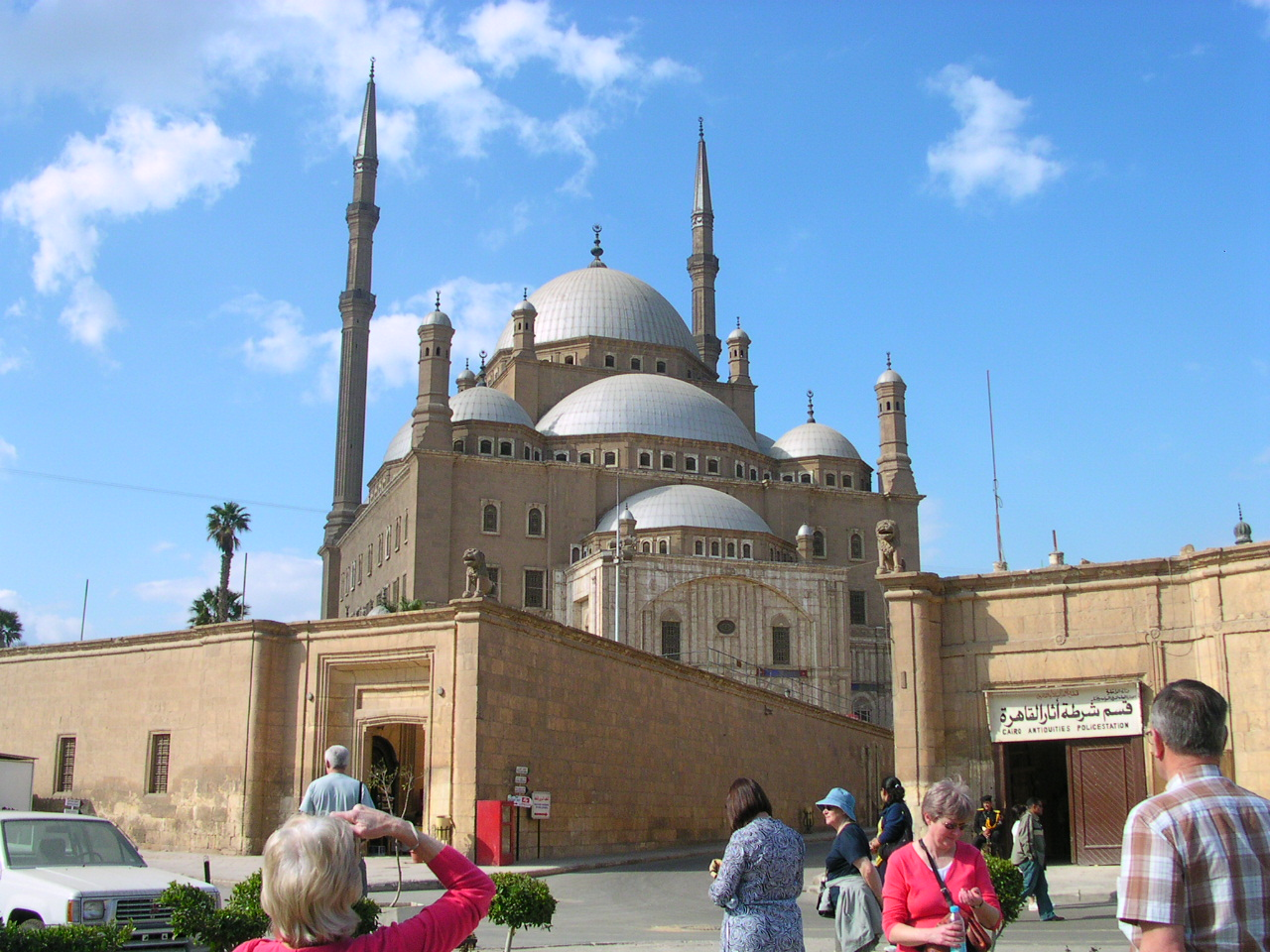
Muhammad-Ali-Moschee errichtet 1824–1884 in Kairo, Ägypten

Hier werden die Artikel aufgelistet, die die Geschichte des Osmanischen Reiches in den heutigen Nationalgeschichten abhandeln. Da das Osmanische Reich zahlreiche heutige Staaten oder Regionen über viele Jahrhunderte umfasste, ergeben sich etliche Provinzhistoriographien. Die Jahreszahlen geben die Herrschaft über Teile oder des gesamten heutigen Staates wieder. Dabei handelt es sich entweder um direkte Herrschaft oder nominelle Oberhoheit der Osmanen (Siehe Abstufungen der Herrschaft im Artikel Eyâlet).
Geschichte des Osmanischen Reiches in:

## Europa
- Albanien (1417/1479–1913)
- Bosnien und Herzegowina (1463/1481–1878/1908) ⊙
- Bulgarien (1393/1396–1908) ⊙
- Griechenland (1430/1460–1832/1912) ⊙
- Kosovo (1389–1912) ⊙
- Kroatien (1526–1699) ⊙
- Mazedonien (1371/1395–1912) ⊙
- Moldawien (1455–1473; 1503–1572; 1574–1600; 1601–1877) ⊙
- Montenegro (1478/1499–1878) ⊙
- Rumänien (1412–1594; 1601–1877) ⊙
- Russland (1475–1829) ⊙
- Serbien (1459–1804/1878) ⊙
- Slowakei (1543–1686) ⊙
- Türkei (1281–1922) ⊙
- Ukraine (1475–1792) ⊙
- Ungarn (1526–1699) ⊙

## Asien
- Aserbaidschan[1] (1590–1603)
- Armenien (1514–1618, 1727–1735) ⊙
- Georgien[2] (1516–1603, 1620–1683, 1727–1735/1878) ⊙
- Irak (1534–1917) ⊙
- Iran (1514–1529, 1543–1623, 1639–1847) ⊙
- Jemen (1517–1839, 1872–1918) ⊙
- Jordanien (1516–1918) ⊙
- Katar (1871–1916)
- Kuweit (1533–1914) ⊙
- Libanon (1516–1918) ⊙
- Oman (1551–1552, 1581–1588)
- Palästina (1516–1918) ⊙
- Saudi-Arabien (1517–1916) ⊙
- Syrien (1516–1918) ⊙
- Zypern (1570–1878/1914) ⊙

## Afrika
- Ägypten (1517–1798, 1801–1914) ⊙
- Algerien (1536–1831) ⊙
- Eritrea (1557–1884) ⊙
- Libyen (1521–1912) ⊙
- Sudan (1553–1889) ⊙
- Tunesien (1534, 1569–1573,[3] 1574–1881) ⊙
- Marokko (1545–1549,[4] 1554, 1558–?[5] 1576–1587[6])